# Análisis ABC

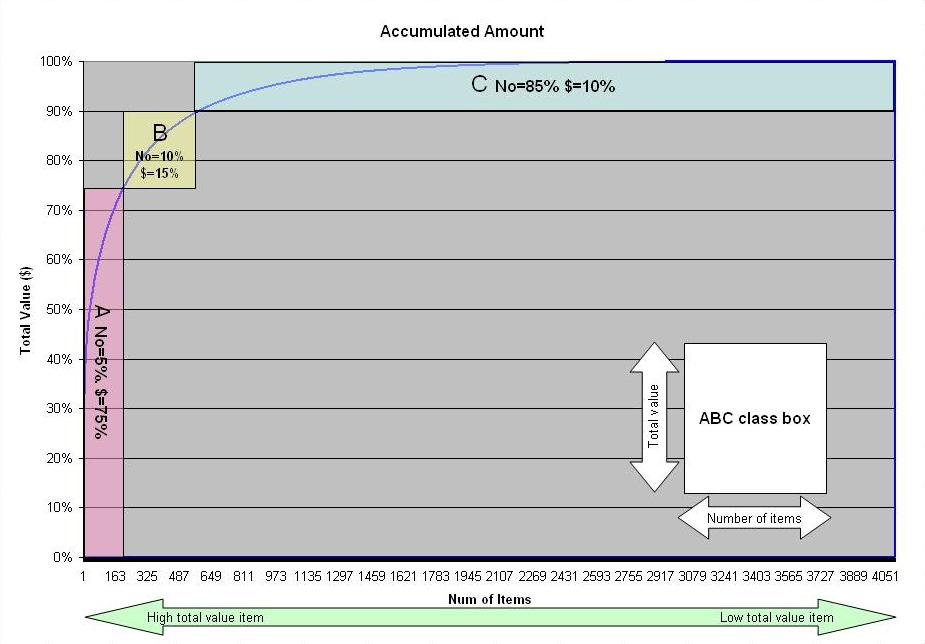
Ejemplo de clase ABC

El análisis ABC es un método de clasificación frecuentemente utilizado en gestión de inventario. 
Resulta del principio de Pareto.
El análisis ABC permite identificar los artículos que tienen un impacto importante en un valor global (de inventario, de venta, de costes...). Permite también crear categorías de productos que necesitaran niveles y modos de control distintos.

Ejemplo aplicable a la gestión de stock:
1. "Clase A" el stock que incluirá generalmente artículos que representan el 80% del valor total de stock y 20% del total de los artículos. En esto la clasificación ABC es una resultante del principio de Pareto.
2. "Clase B" los artículos que representan el 15% del valor total de stock y 30% del total de los artículos.
3. "Clase C " los artículos que representan el 5% del valor total de stock y 50% del total de los artículos.

Además de los datos cuantitativos se deben tener en cuenta aspectos como:
- Escasez de suministros,
- Plazos de reposición,
- Caducidad,

## Historia
Vilfredo Pareto fue un sociólogo y economista italiano quien en 1897, afirmó que el 20% de las personas ostentaban el 80% del poder político y la abundancia económica, mientras que el 80% restante de la población (denominada "masas") se repartía el 20% restante de la riqueza y de la influencia política. Este principio es susceptible de aplicarse a muchos entornos, dentro de los cuales cabe destacar el control de calidad, la logística (de distribución), y la administración de inventarios. En el control interno de stock, este principio significa que unas pocas unidades de inventario representan la mayor parte del valor de uso de los mismos.
En toda organización se hace necesaria una discriminación de artículos con el objetivo de determinar aquellos que por sus características precisan un control más riguroso.

### Método Clasificación de Inventario ABC
La Clasificación ABC es una metodología de segmentación de productos de acuerdo a criterios preestablecidos (indicadores de importancia, tales como el "costo unitario" y el "volumen anual demandado"). El criterio en el cual se basan la  mayoría de expertos en la materia es el valor de los inventarios y los porcentajes de clasificación son relativamente arbitrarios.
Muchos textos suelen considerar que la zona "A" de la clasificación corresponde estrictamente al 80% de la valorización del inventario, y que el 20% restante debe dividirse entre las zonas "B" y "C", tomando porcentajes muy cercanos al 15% y el 5% del valor del stock para cada zona respectivamente. Otros textos suelen asociar las zonas "A", "B" y "C" con porcentajes respectivos de los inventarios del 60%, 30% y el 10%, sin embargo el primer caso es mucho más común, por el hecho de la conservación del principio "80-20". Vale la pena recordar que si bien los valores anteriores son una guía aplicada en muchas organizaciones, cada organización y sistema de inventarios tiene sus particularidades, y que quién aplique cada principio de ponderación debe estar sumamente consciente de la realidad de su empresa.
El análisis ABC es un método de clasificación frecuentemente utilizado en gestión de inventario. Resulta del principio de Pareto. El análisis ABC permite identificar los artículos que tienen un impacto importante en un valor global (de inventario, de venta, de costos). Permite también crear categorías de productos que necesitaran niveles y modos de control distintos.
Ejemplo aplicable a la gestión de stock:
"Clase A" el stock que incluirá generalmente artículos que representan el 80% del valor total de stock y 20% del total de los artículos. En esto la clasificación ABC es una resultante del principio de Pareto.
"Clase B" los artículos que representan el 15% del valor total de stock y 30% del total de los artículos.
"Clase C " los artículos que representan el 5% del valor total de stock y 50% del total de los artículos.
Además de los datos cuantitativos se deben tener en cuenta aspectos como:
•	Escasez de suministros,
•	Plazos de reposición,
•	Caducidad,
•	Costo por roturas o daños a las existencias

El valor de consumo anual se calcula con la fórmula:(Demanda anual) x (coste de artículo por unidad).
A través de esta categorización, el gerente de suministro puede identificar puntos claves de inventario y separarlos del resto de los artículos, especialmente a aquellos que son numerosos pero no rentables.

### Ejemplo
El gráfico anterior ilustra la distribución de las ventas anuales de un Comercio de Estados Unidos en el 2011 para todos los productos que fueron vendidos al menos una vez. Los productos se clasifican comenzando con los volúmenes de ventas más elevados. De 17 000 referencias:

•	Los primeros 2500 productos (15 % principal) representan el 70 % de las ventas.
•	Los siguientes 4000 productos (siguiente 25 %) representan el 20 % de las ventas.
•	Los últimos 10 500 productos (último 60 %) representan el 10 % de las ventas.
Políticas de gestión de inventario
Las políticas basadas en el análisis ABC aprovechan el desequilibrio de las ventas delineado por el principio de Pareto. Esto implica que cada artículo debería recibir un tratamiento ponderado que corresponda a su clase:
•	Los artículos A deberían ser sometidos a un estricto control de inventario, contar con áreas de almacenamiento mejor aseguradas y mejores pronósticos de ventas. Las órdenes deberían ser frecuentes (órdenes semanales o incluso diarias). En los artículos A, evitar las situaciones de faltas de existencias es una prioridad.
•	Los artículos B gozan del beneficio de una condición intermedia entre A y C. Un aspecto importante de esta clase es la monitorización de una potencial evolución hacia la clase A o, por el contrario, hacia la clase C.
•	La orden de los artículos C se realiza con menos frecuencia. Una política típica para el inventario de los artículos C consiste en tener solo una unidad disponible, y realizar una orden solo cuando se ha verificado la venta real.
Este método lleva a una situación de falta de existencias después de cada compra, lo que puede ser una situación aceptable, ya que los artículos C presentan tanto una baja demanda con un mayor riesgo de costos de inventario excesivos. Para los artículos C, la pregunta no es tanto ¿cuántas unidades almacenamos?, sino ¿debemos siquiera almacenar este artículo?.
Repartir los artículos en las clases A, B y C es relativamente arbitrario. Esta agrupación solo representa una interpretación bastante directa del principio de Pareto. En la práctica, el volumen de ventas no es la única métrica que mide la importancia de un artículo. El margen, así como el impacto de las situaciones de faltas de existencias en la actividad del cliente, también deberían influenciar la estrategia de inventario.

#### Controles para las zonas de la clasificación
Control para ZONAS "A"
	Las unidades pertenecientes a la zona "A" requieren del grado de rigor más alto posible en cuanto a control. Esta zona corresponde a aquellas unidades que presentan una parte importante del valor total del inventario. El máximo control puede reservarse a las materias primas que se utilicen en forma continua y en volúmenes elevados. Para esta clase de materia prima los agentes de compras pueden celebrar contratos con los proveedores que aseguren un suministro constante y en cantidades que equiparen la proporción de utilización, tomando en cuenta medidas preventivas de gestión del riesgo como los llamados "proveedores B". La zona "A" en cuanto a Gestión del Almacenes debe de contar con ventajas de ubicación y espacio respecto a las otras unidades de inventario, este Control para ZONAS "A", estas ventajas son determinadas por el tipo de almacenamiento que utilice la organización. 
Las ventajas son determinadas por el tipo de almacenamiento que utilice la organización.
Control para ZONAS "B"
Las partidas B deberán ser seguidas y controladas mediante sistemas computarizados con revisiones periódicas por parte de la administración. Los lineamientos del modelo de inventario son debatidos con menor frecuencia que en el caso de las unidades correspondientes a la Zona "A". Los costos de faltantes de existencias para este tipo de unidades deberán ser moderados a bajos y las existencias de seguridad deberán brindar un control adecuado con el quiebre de stock, aun cuando la frecuencia de órdenes es menor.

Control para ZONAS "C"
Esta es la zona con menor número de unidades de inventario, por ende un sistema de control diseñado pero de rutina es adecuado para su seguimiento. Un sistema de punto de orden que no requiera de evaluación física de las existencias suele ser suficiente.

#### ¿Cómo realizar la clasificación ABC?
La clasificación ABC se realiza con base en el producto, el cual expresa su valor por pieza de tiempo (regularmente anual) de las ventas de cada ítem i, donde: Di = Demanda "anual" del ítem i (unidades/año) y vi = Valor (costo) unitario del ítem i (unidades monetarias/unidad) Valor Total i =  Di * vi (unidades monetarias/año)
Antes de aplicar el anterior ejercicio matemático a los ítems es fundamental establecer los porcentajes que harán que determinadas unidades se clasifiquen en sus respectivas zonas (A, B o C).
Luego de aplicarse las operaciones para determinar el valor de los artículos, se procede a calcular el porcentaje de participación de los artículos, según el valor (suele usarse también en cantidad, "participación en cantidad"). Este ejercicio se efectúa dividiendo el valor de cada ítem entre la suma total de la valorización de todos los ítems.
Luego se precede a organizar los artículos de mayor a menor según sus porcentajes, ahora estos porcentajes se acumulan. Por último, se agrupan teniendo en cuenta el criterio porcentual determinado en la primera parte del método. De esta manera quedan establecidas las unidades que pertenecen a cada zona.
EJEMPLO DE APLICACIÓN DE LA CLASIFICACIÓN ABC
La compañía RF presenta los siguientes datos relacionados con el inventario de artículos

Los criterios porcentuales respecto a la "valorización" son:
Ítems Clase A = 74% del total de las ventas
Ítems Clase B = 21% del total de las ventas
Ítems Clase C = 5% del total de las ventas
El paso siguiente es generar la valorización total de los inventarios (demanda anual * valor del artículo).
El siguiente paso es determinar la participación porcentual, y esta se acumula. Luego se ordena de mayor a menor porcentaje del valor total.
Por ejemplo: porcentaje del valor total del ítem 1 = $150.000.000 / $2.388.110
Luego se ordena de mayor a menor, según el porcentaje del valor total y se acumula el porcentaje.

Por último se agrupan teniendo en cuenta el criterio definido:

Costo por roturas o daños a las existencias.